# Харитонівка (Сімферопольський район)
Харито́нівка (до 1948 року — Аджи́-Кєч, крим. Acı Keç) — село Сімферопольського району Автономної Республіки Крим.
Відстань від райцентру до населеного пункта становить 30 кілометрів по прямій.
За даними сільради на 2009 рік площа, яку займає село, 43 гектари, населення 331 мешканець.